# Kanton Oloron-Sainte-Marie-Est
Der Kanton Oloron-Sainte-Marie-Est war von 1790 bis 2015 ein französischer Wahlkreis im Arrondissement Oloron-Sainte-Marie im Département Pyrénées-Atlantiques und in der Region Aquitanien; sein Hauptort war Oloron-Sainte-Marie.

## Gemeinden
Der Kanton bestand aus 16 Gemeinden und einem Teil von Oloron-Sainte-Marie. 
| Gemeinde             | Einwohner Jahr | Fläche km² | Bevölkerungsdichte | Postleitzahl | Code INSEE |
| -------------------- | -------------- | ---------- | ------------------ | ------------ | ---------- |
| Bidos                | 1213 (2013)    | –          | – Einw./km²        | 64400        | 64126      |
| Buziet               | 504 (2013)     | –          | – Einw./km²        | 64680        | 64156      |
| Cardesse             | 280 (2013)     | –          | – Einw./km²        | 64360        | 64165      |
| Escou                | 388 (2013)     | –          | – Einw./km²        | 64870        | 64207      |
| Escout               | 432 (2013)     | –          | – Einw./km²        | 64870        | 64209      |
| Estos                | 521 (2013)     | –          | – Einw./km²        | 64400        | 64220      |
| Eysus                | 670 (2013)     | –          | – Einw./km²        | 64400        | 64224      |
| Goès                 | 589 (2013)     | –          | – Einw./km²        | 64400        | 64245      |
| Herrère              | 362 (2013)     | –          | – Einw./km²        | 64680        | 64261      |
| Ledeuix              | 1040 (2013)    | –          | – Einw./km²        | 64400        | 64328      |
| Lurbe-Saint-Christau | 213 (2013)     | –          | – Einw./km²        | 64660        | 64360      |
| Ogeu-les-Bains       | 1279 (2013)    | –          | – Einw./km²        | 64680        | 64421      |
| Oloron-Sainte-Marie  | 10794 (2013)   | –          | – Einw./km²        | 64400        | 64422      |
| Poey-d’Oloron        | 166 (2013)     | –          | – Einw./km²        | 64400        | 64449      |
| Précilhon            | 374 (2013)     | –          | – Einw./km²        | 64400        | 64460      |
| Saucède              | 128 (2013)     | –          | – Einw./km²        | 64400        | 64508      |
| Verdets              | 273 (2013)     | –          | – Einw./km²        | 64400        | 64551      |